# حمض البيميليك
حمض البيميليك عبارة عن مركب عضوي صيغته HO2C(CH2)5CO2H . وتشارك مشتقات حمض البيميليك في التخليق الحيوي للحمض الأميني المسمّى بالليسين . حمض البيميليك أطول بمقدار وحدة ميثيلين من الحمض الثنائي الكربوكسيلي ذو الصلة ، حمض الأديبيك ، ممهد للكثير من عديد الإستر و عديد الأميد . وهو العضو الأخير فيما يتعلق بتقوية الذاكرة والذي يستخدم للمساعدة في تذكر ترتيب أحماض ثنائي الكربوكسيل الستة الأوائل باستخدام مسمياتها الشائعة (وليست مسمياتها النظامية IUPAC) : حمض ثنائي الكربوكسيل .
ويتم تحضير حمض البيميليك من حلقي الهكسانون ومن حمض الساليسيليك . وفي المسار السابق ، يتم التزود بالكربون الإضافي بواسطة أوكسالات ثنائي الميثيل ، والذي يتفاعل مع الإينولات .